# Michelle Weber
Pour les articles homonymes, voir Weber.
Michelle Weber, née le 28 septembre 1996 à Vereeniging, est une nageuse sud-africaine. 

## Biographie
Michelle Weber connaît sa plus grande moisson de médailles lors des Championnats d'Afrique de natation 2012, avec 6 médailles d'or et une médaille d'argent. Elle participe ensuite aux Jeux olympiques de la jeunesse de 2014 dans les épreuves de nage libre, sans remporter de médaille, puis au 10 km féminin des Jeux olympiques de 2016 à Rio de Janeiro, où elle termine 18e.
Elle remporte l'or du 5 km en eau libre aux Championnats d'Afrique de natation 2016, ainsi que deux médailles de bronze en nage libre. Elle termine septième du 5 km en eau libre aux Championnats du monde de natation 2017.
Elle est 21e du 10 km en eau libre féminin aux Jeux olympiques d'été de 2020 à Tokyo.

## Palmarès

### Championnats d'Afrique
- Championnats d'Afrique 2016 à Bloemfontein :
  -  Médaille d'or du 5 kilomètres nage en eau libre
  -  Médaille de bronze du 800 mètres nage libre
  -  Médaille de bronze du 1 500 mètres nage libre

- Championnats d'Afrique 2012 à Nairobi :
  -  Médaille d'or du 200 mètres nage libre
  -  Médaille d'or du 400 mètres nage libre
  -  Médaille d'or du 800 mètres nage libre
  -  Médaille d'or du 1 500 mètres nage libre
  -  Médaille d'or du 4 x 100 mètres nage libre
  -  Médaille d'or du 4 x 200 mètres nage libre
  -  Médaille d'argent du 200 mètres papillon